# Кнышов, Анатолий Николаевич
Анатолий Николаевич Кнышов (род. 2 марта 1947, Станично-Луганский район, Ворошиловградская область) — лётчик-испытатель, Герой Российской Федерации.

## Биография
Анатолий Кнышов родился 2 марта 1947 года в посёлке зерносовхоза «Индустрия» (ныне — Станично-Луганский район Луганская область). Занимался парашютным и самолётным спортом в Луганском аэроклубе (1964—1965). В 1964 году выполнил первый парашютный прыжок. Позже стал инструктором-парашютистом, всего выполнил 386 прыжков с парашютом.
В сентябре 1965 года был призван на службу в Советскую Армию. В 1969 году окончил Армавирское военное авиационное училище лётчиков. С ноября 1973 года в звании старшего лейтенанта он был уволен в запас. Кнышов окончил Школу лётчиков-испытателей в 1975 году, после чего был лётчиком-испытателем ОКБ Ильюшина. В 1979 году он окончил Московский авиационный институт, в 1984 году — аспирантуру Лётно-исследовательского института.
Участвовал в испытаниях самолётов Ил-76МФ, Ил-86, Ил-96-300, Ил-76, Ил-80, Ил-102, а также их модификаций.
В настоящее время проживает в городе Жуковском Московской области. Работал ведущим специалистом в Государственной службе гражданской авиации РФ, государственным инспектором управления Федеральной службы по надзору в сфере транспорта Министерства транспорта РФ.
Выдвигался в Государственную Думу Российской Федерации от партии «Справедливая Россия», в Мособлдуму от партии РПЗС.

## Награды и звания
- Герой Российской Федерации — за «мужество и героизм, проявленные при испытании новой авиационной техники» (указ Президента России от 10 апреля 1996 года, медаль «Золотая Звезда» № 266)[4]
- Лётчик-испытатель 1-го класса, награждён рядом медалей[4]